# Indice de liberté économique
 (juillet 2023).
L’indice de liberté économique est un indicateur fondé sur un ensemble de dix critères économiques, créé par la Fondation Heritage et le Wall Street Journal en 1995. Son objectif affiché est de mesurer la liberté économique dans les différents pays du monde.

## Historique
Cet indice a été créé en 1995, selon une approche inspirée d’Adam Smith, Recherches sur la nature et les causes de la richesse des nations, à savoir que « l'existence d'institutions élémentaires préservant la liberté des individus à se consacrer à leurs propres intérêts économiques garantit une prospérité plus importante de toute la société dans son ensemble »,.

## Méthodologie
La définition en 2008 de l’indice de liberté économique est la suivante :
« La forme la plus élevée de liberté économique assure un droit absolu à la propriété privée, permet une liberté totale de mouvement pour les salariés, capitaux et biens, et une absence totale de coercition ou de contraintes sur la liberté économique sauf en cas de protection ou maintien de la liberté elle-même. » 
L’indice classe les nations sur dix critères généraux de liberté économique en se basant sur les statistiques de la Banque mondiale, du FMI, et de l’Economist Intelligence Unit (société appartenant au même groupe que The Economist) :
1. Liberté d'entreprise
2. Liberté des échanges
3. Poids des taxes et impôts
4. Dépenses du gouvernement
5. Stabilité monétaire
6. Liberté d’investissement
7. Dérégulation financière
8. Protection de la propriété privée
9. Lutte contre la corruption
10. Libéralisation du travail

Le score total représente la moyenne arithmétique de ces dix indicateurs, chacun d'entre eux étant noté de 0 à 100, où 100 représente une liberté maximale. La méthodologie a légèrement évolué au fur et à mesure que de nouvelles données et indicateurs ont été disponibles, en particulier au niveau de la libéralisation du travail, pour laquelle un indicateur a été dédié en 2007.

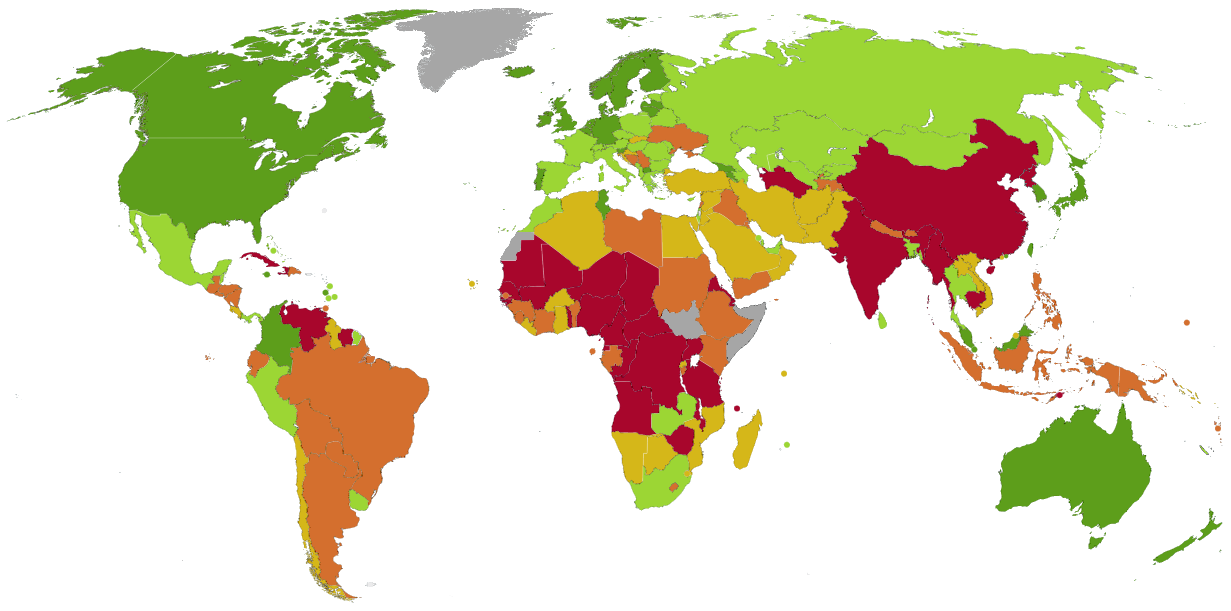
Libre entreprise
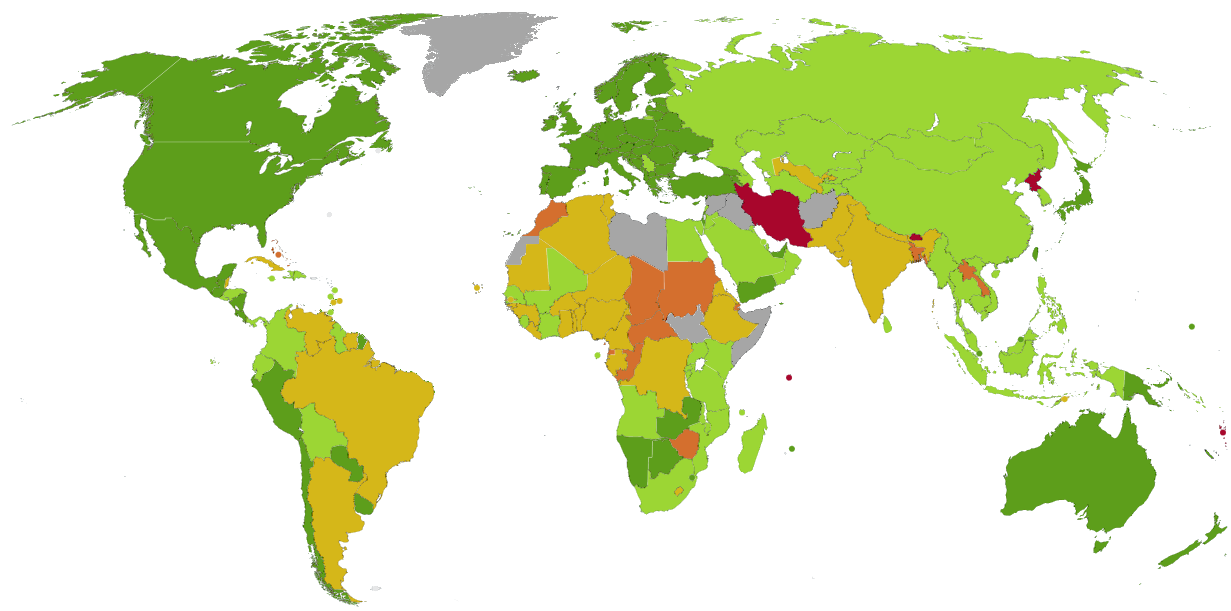
Libre échange
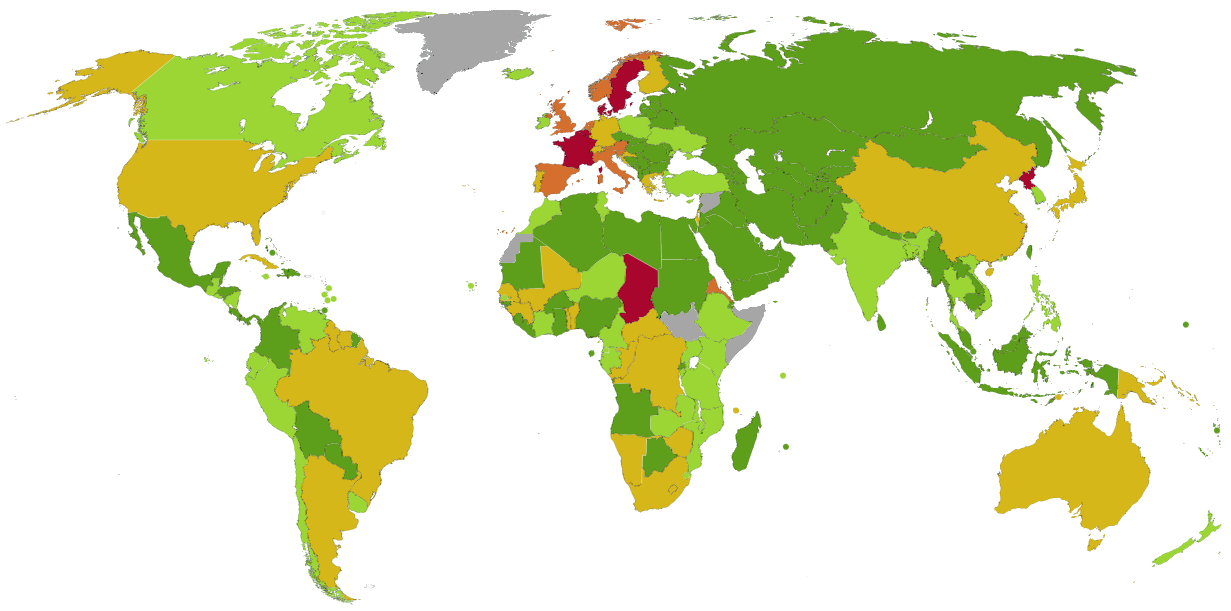
Poids des impôts et des taxes
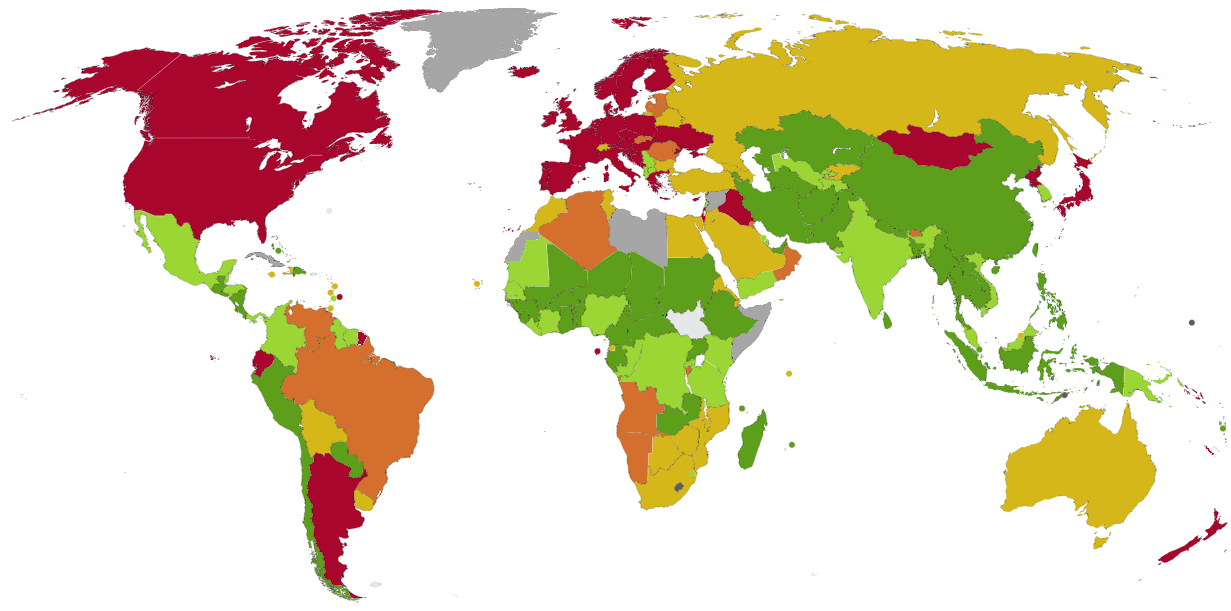
Dépense du gouvernement
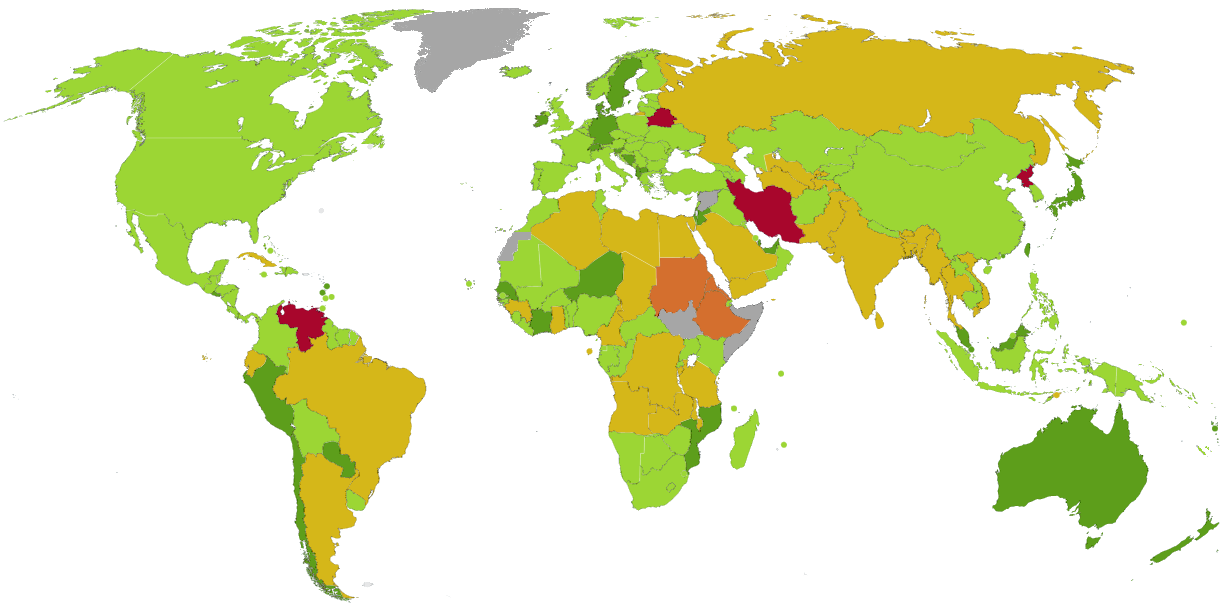
Stabilité monétaire

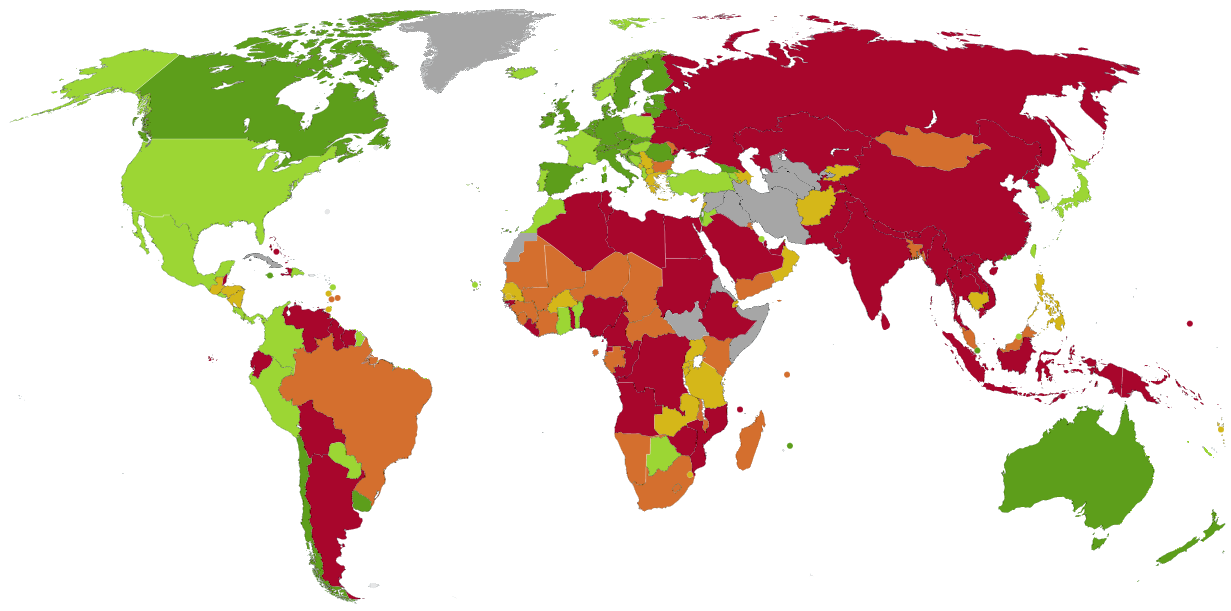
Liberté d'investissement
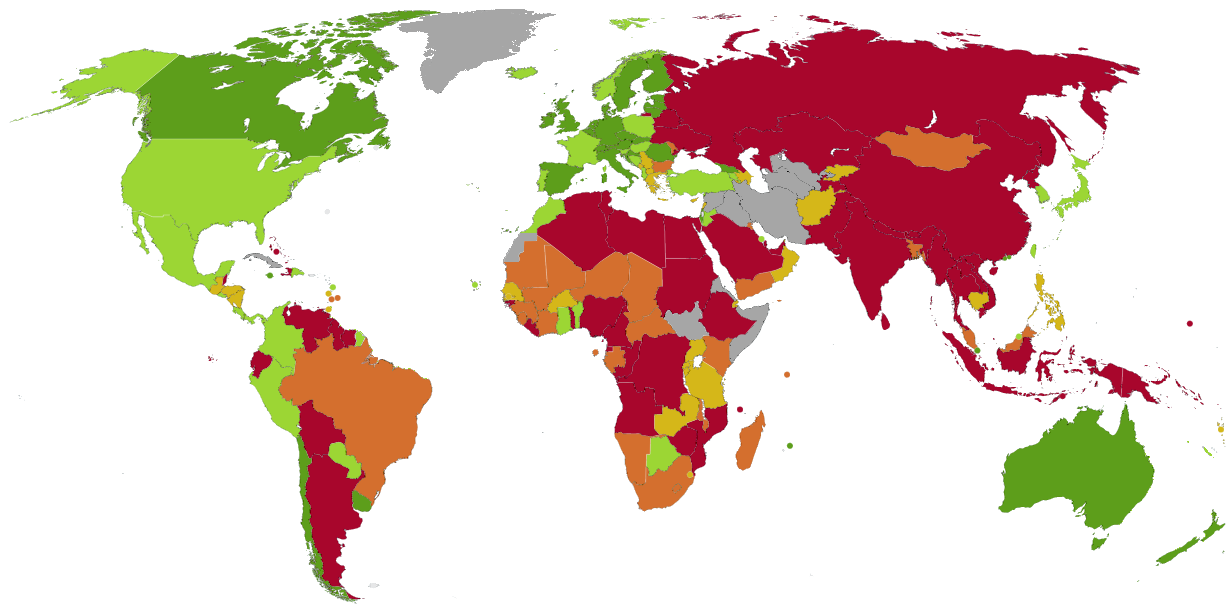
Liberté financière
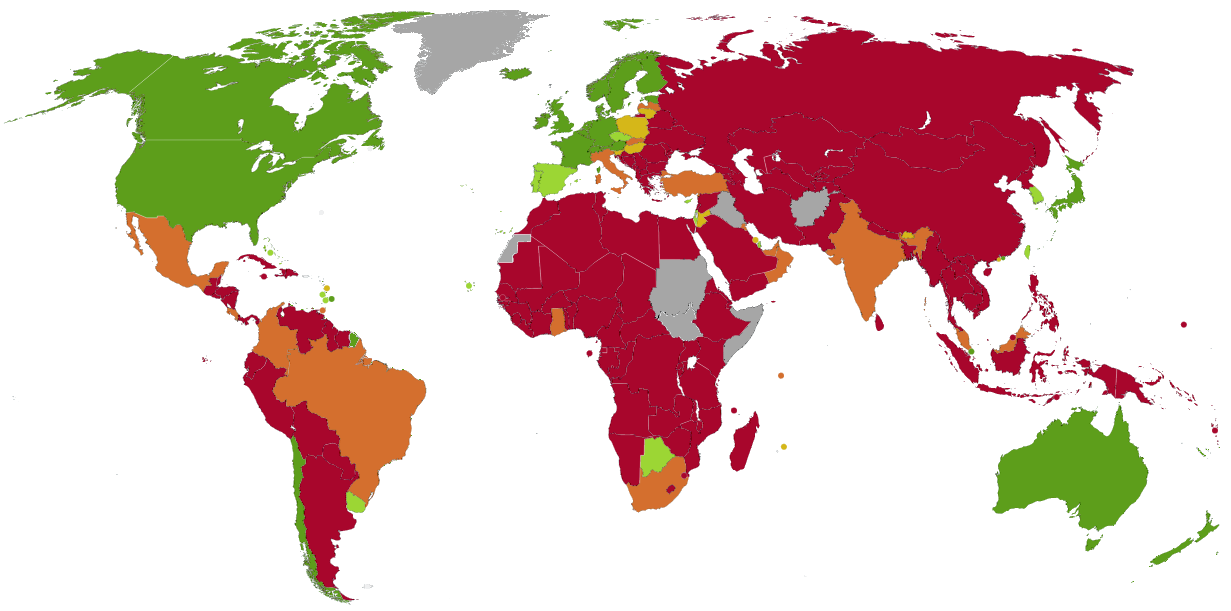
Droit de propriété
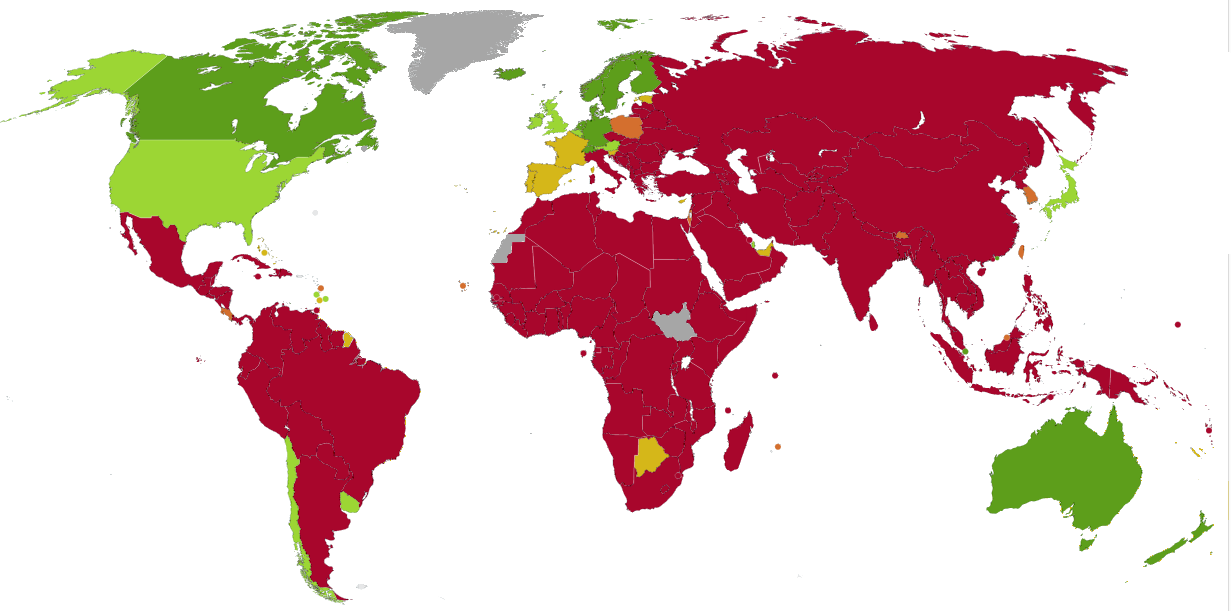
Lutte contre la corruption
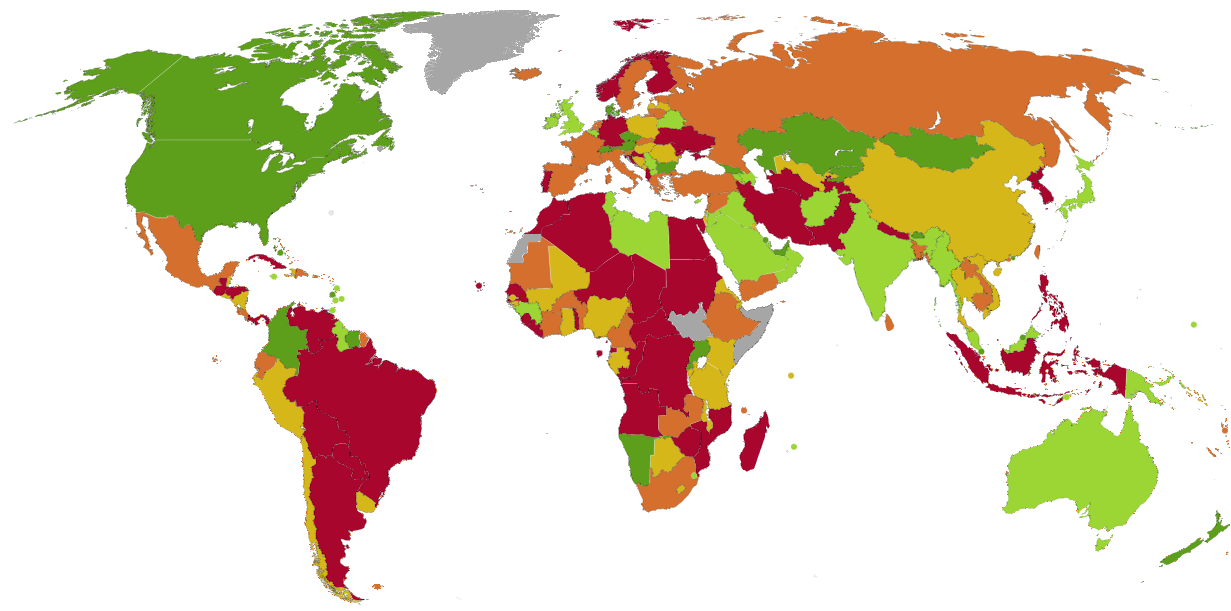
Libéralisation du travail

## Corrélations avec la prospérité économique
La Fondation Heritage signale que les premiers 20 % de l'indice ont un revenu par habitant qui vaut le double de celui du second quintile, et le quintuple de celui des 20 % les plus faibles. Carl Schramm, auteur du premier chapitre de l'indice 2008, déclare que les villes de l'Italie médiévale et les villes de l'Ouest américain au milieu du XIXe siècle ont toutes prospéré en fonction du degré qu'elles avaient en termes de fluidité économique et de capacité d'adaptation institutionnelle créées par liberté économique.
Selon Will Wilkinson du libertarien Cato Institute, des études montrent que les pays aux économies les plus libres sont fortement corrélés avec ceux ayant le bien-être déclaré le plus élevé. Pour Tomi Ovaska et Ryo Takashima, les recherches sur la liberté économique suggèrent que « les gens s'intéressent de manière incontestable au niveau auquel les sociétés dans lesquelles ils vivent leur fournissent des opportunités et la liberté d'entreprendre des nouveaux projets, de faire des choix en fonction de leurs préférences personnelles ».
Pour le Cato Institute, une plus grande liberté économique encourage participation et collaboration. Ils expliquent aussi qu'une plus grande liberté économique est extrêmement importante pour prévenir les guerres. D'après leurs calculs, la liberté est environ 54 fois plus efficace que la démocratie (cf. Democracy Score) pour éteindre les conflits violents.

## Tendances

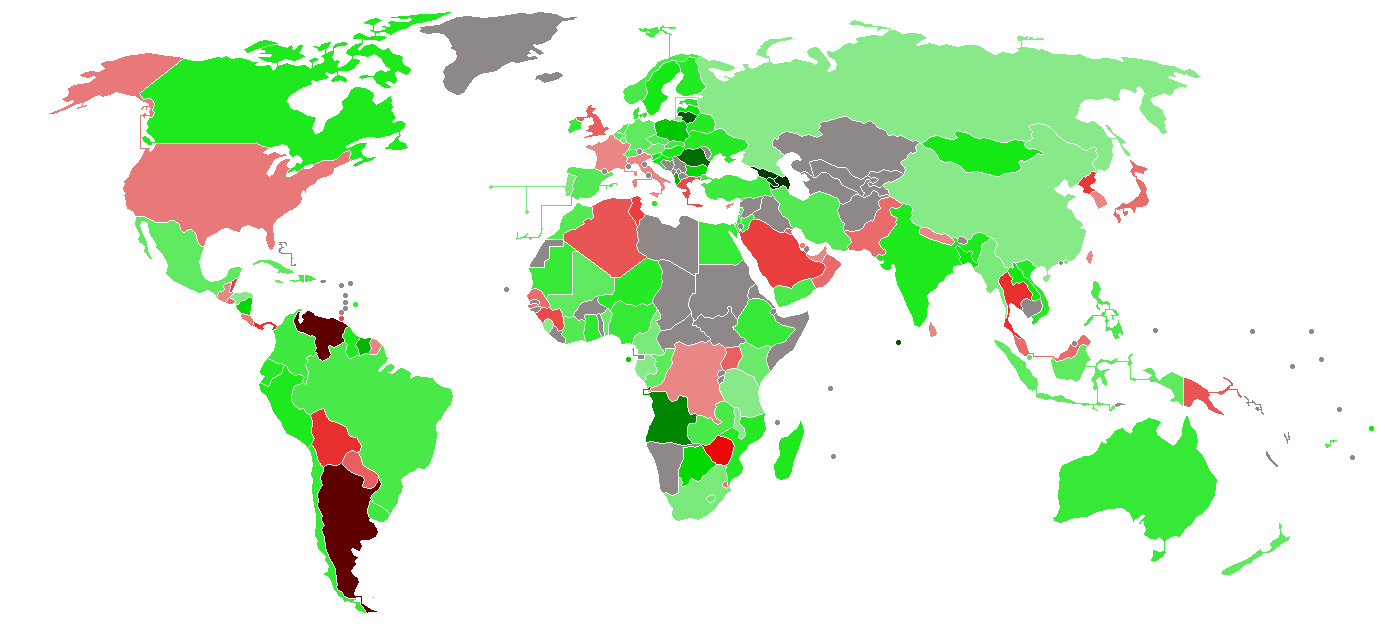
Evolution de l'indice de liberté économique par pays de 1995 à 2014.

Depuis 1995, la liberté économique mondiale définie selon cet indice et sa méthodologie de 2008 a augmenté de 2,6 points. Il y a eu une légère amélioration  en 2008, la plus forte progression ayant eu lieu pour l'Égypte, qui s'est hissée au 85e rang mondial. Depuis la création de l'Indice en 1995, Hong Kong a toujours[Quand ?] été en tête de ce classement.

## Retours
Selon la Freedom House, « il y a une corrélation forte statistiquement prouvée entre le niveau de liberté politique tel que la mesure la Freedom House et la liberté économique que mesure l'enquête Wall Street Journal/Heritage Foundation. »
Le Millennium Challenge Account   , un programme gouvernemental américain d'aide aux pays étrangers, a utilisé l'indicateur de liberté des échanges pour déterminer quels pays recevront leur assistance. 
Des critiques comme Jeffrey Sachs ont contesté l'hypothèse selon laquelle l'ouverture économique conduit nécessairement à une meilleure croissance. Dans son livre The End of Poverty, Sachs a comparé graphiquement les notes des pays avec la croissance du PIB/habitant entre 1995 et 2003, pour démontrer l'absence de corrélation entre la note d'un pays et sa croissance économique. Sachs a montré, comme exemples, que des pays avec de bonnes notes tels que la Suisse et l'Uruguay ont des performances économiques stagnantes alors que d'autres, comme la Chine, avec des notes plus basses sont en très forte croissance.
Les Émirats arabes unis ont mis en doute la note de liberté économique de leur pays obtenue en 2008, en comparant cette note assez moyenne avec les bonnes notes reçues d'autres indicateurs tels que Transparency International et Moody's. Ils ont aussi fait remarquer que ce rapport n'était « pas fiable », la méthodologie ayant connu deux fois des changements en 2007 et en 2008.
Stefan Karlsson de l'Institut Ludwig von Mises a contesté l'utilité de l'indice, étant donné le flou de beaucoup de catégories utilisées pour déterminer cette liberté. John Miller, journaliste au Dollars & Sense (magazine économique plutôt orienté à gauche), a critiqué l'Indice par rapport à sa non-pondération des indicateurs pour la liberté économique, et la non prise en compte des efforts des gouvernements afin de soutenir l'économie. D'après lui, cela conduit à placer des pays riches et/ou conservateurs avec de fortes barrières économiques en haut de la liste tandis que les pays pauvres et/ou socialistes avec moins de restrictions aux échanges se retrouvent en bas. Selon la lettre d'information économique Left Business Observer, cet indice n'a que 10 % de corrélation statistique avec une des mesures classiques de la croissance économique, le PIB par habitant.